# Iphiaulax fletcheri
Iphiaulax fletcheri är en stekelart som beskrevs av Cameron 1907. Iphiaulax fletcheri ingår i släktet Iphiaulax och familjen bracksteklar. Inga underarter finns listade i Catalogue of Life.